# Соя
Со́я культу́рная (лат. Glycine max) — однолетнее травянистое растение, вид рода Соя (Glycine) семейства Бобовые.
Культурная соя широко возделывается в более чем 60 странах на всех континентах, кроме Антарктиды. 
Семена сои, не совсем точно называемые «соевыми бобами» (от англ. soya bean, soybean), — широко распространённый продукт, известный ещё в третьем тысячелетии до нашей эры.
Соя — самая распространённая среди зернобобовых и масличных культур. Она служит сырьем для широкого спектра пищевых продуктов, а высокое содержание белка и ценных пищевых компонентов позволяет использовать её в качестве недорогого заменителя мяса и молочных продуктов.

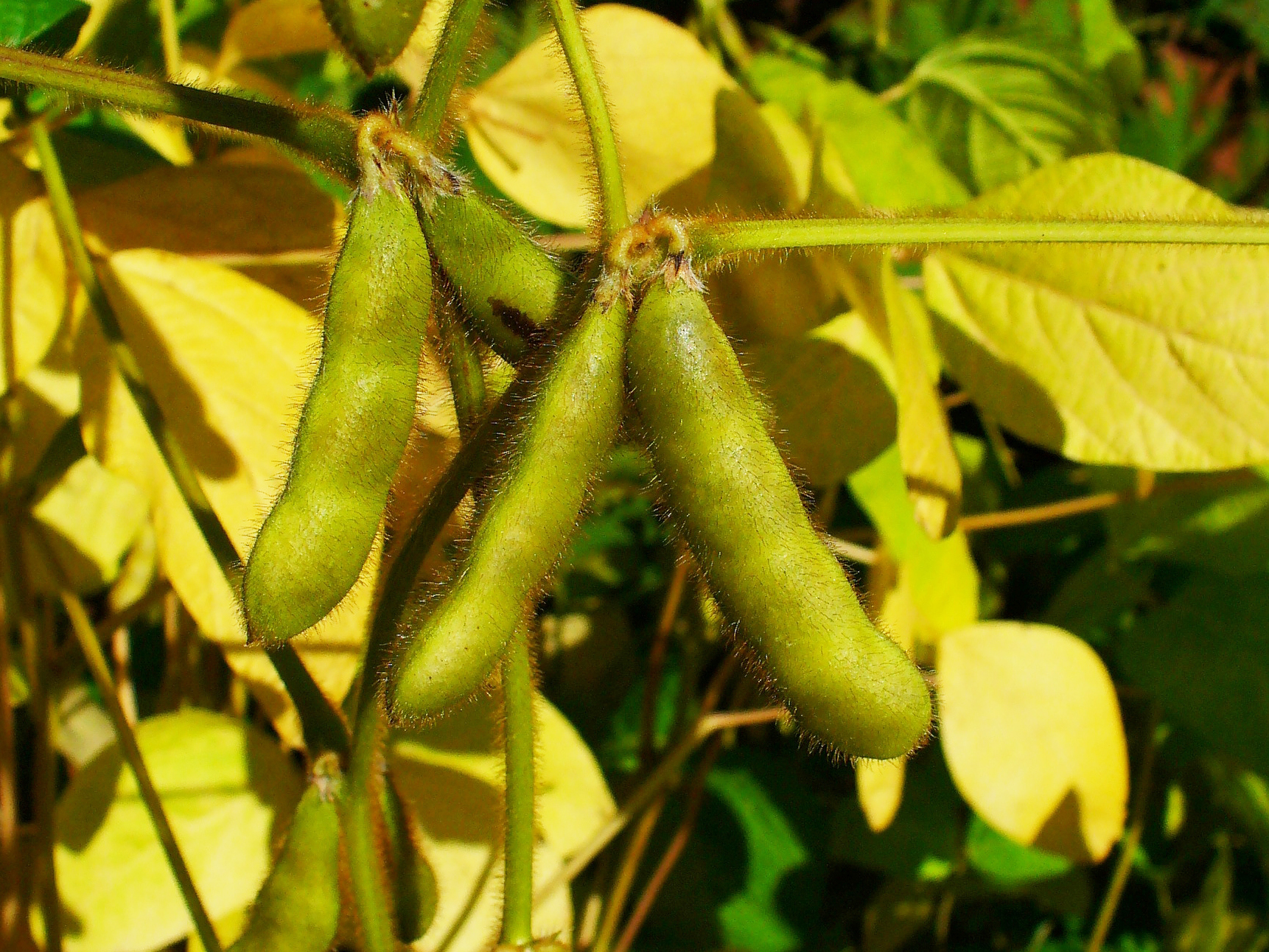
Соевые бобы

## Морфология сои

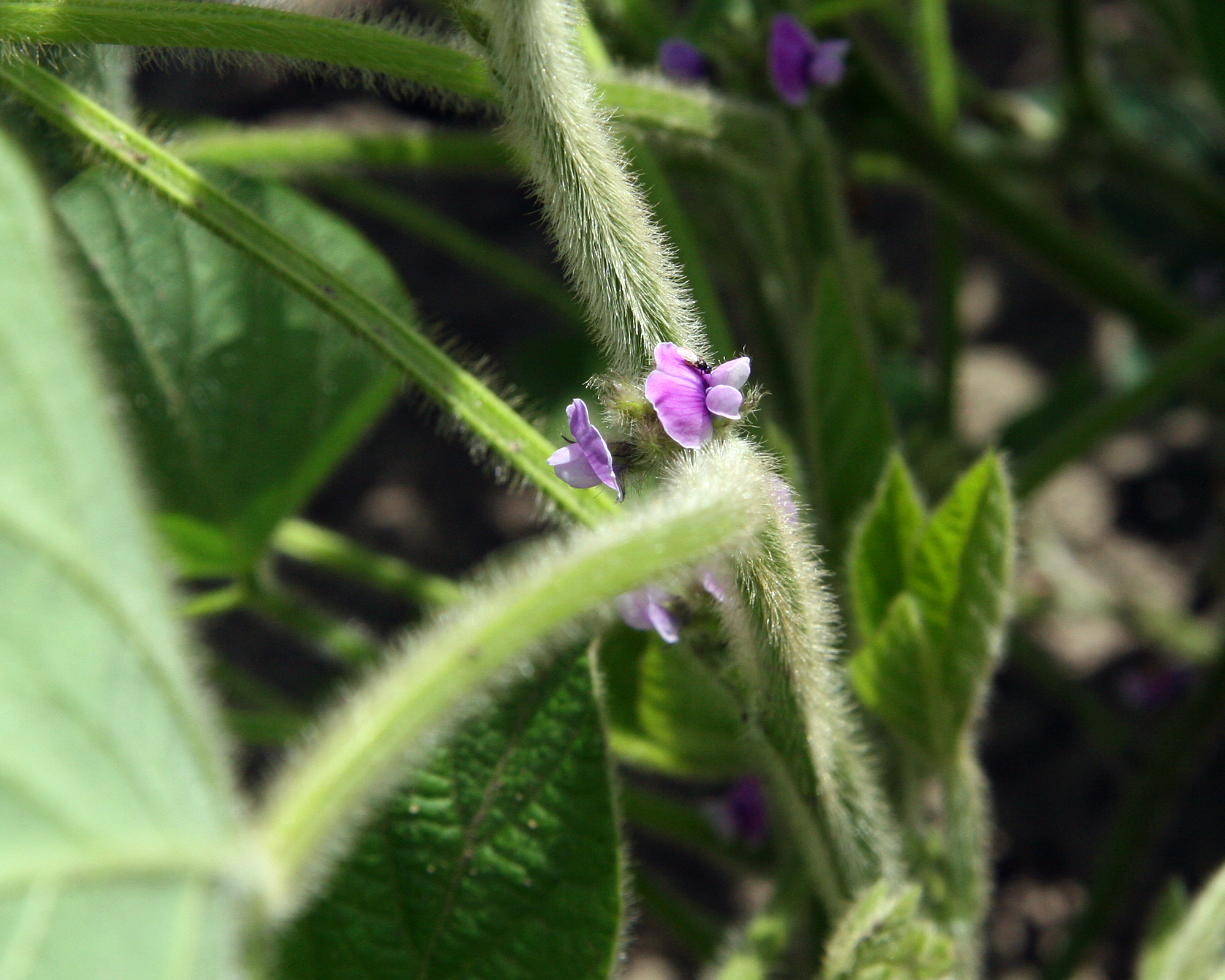
Цветки сои

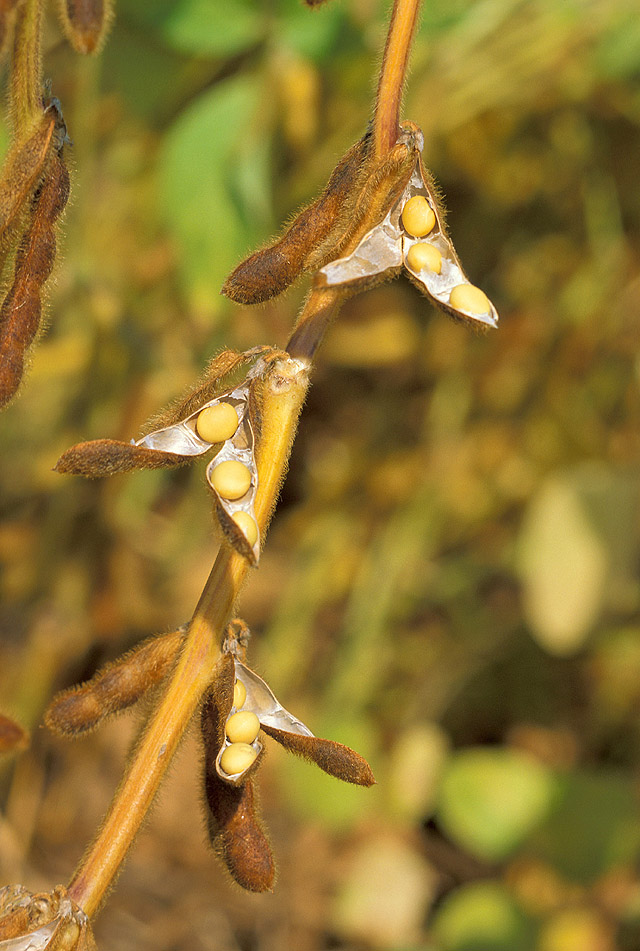
Спелые бобы с семенами сои

Стебли культурной сои от тонких до толстых, опушённые или голые. Высота стеблей от очень низких (от 15 см) до очень высоких — до 2 и более метров.
У всех видов рода Соя, включая вид культурной сои, листья тройчатосложные, изредка встречаются 5-, 7- и 9-листочковые, с опушёнными листочками и перистым жилкованием. Первый надсемядольный узел стебля имеет два простых листа (примордиальные листья). Эти первичные листья в соответствии с биогенетическим законом Мюллера-Геккеля рассматриваются как филогенетически более древние формы листьев.
Общим признаком для всех видов сои является наличие слаборазвитых шиловидных прилистников в основании рахиса и прилистничков в основании отдельного листочка.
Венчик цветка фиолетовый различных оттенков и белый.
Плоды сои представляют собой Бобы, вскрывающиеся двумя створками по брюшному и спинному швам и обычно содержащий 2—3 семени. Бобы преимущественно крупные — 4—6 см длиной, как правило, устойчивые к растрескиванию. Перикарпий (створки боба) сои состоит из 3 слоёв — экзокарпа, мезокарпа и эндокарпа. Главная часть эндокарпа — склеренхима, образующая так называемый пергаментный слой. Считается, что именно склеренхима, подсыхая и сжимаясь, способствует растрескиванию бобов.
Основная форма семян сои овальная, различной выпуклости. Размеры семян варьируют от очень мелких — масса 1000 семян — 60—100 г, до очень крупных (более 310 г) с преобладанием семян среднего размера — 150—199 г. Семенная оболочка плотная, нередко блестящая, которая часто оказывается практически непроницаемой для воды, образуя т. н. «твёрдые» или «твёрдокаменные» семена. Под семенной оболочкой располагаются занимающие центральную и наибольшую часть семени крупные осевые органы зародыша — корешок и почечка, нередко в просторечии именуемые зародышем. Окраска семян преимущественно жёлтая, изредка встречаются формы с чёрными, зелёными и коричневыми семенами.

## История сои
Соя является одним из самых древних культурных растений. История возделывания этой культуры исчисляется, по меньшей мере, пятью тысячами лет. Рисунки сои в Китае были обнаружены на камнях, костях и черепашьих панцирях. О возделывании сои упоминается в самой ранней китайской литературе, относящейся к периоду 3—4 тысячи лет до нашей эры. По мнению одного из крупнейших специалистов по сое в СССР В. Б. Енкена соя как культурное растение сформировалась в глубокой древности, не менее 6—7 тысяч лет тому назад.
В то же время отсутствие остатков этого растения среди неолитических находок других культур (риса, чумизы) на территории Китая, а также полулегендарная личность императора Шэньнуна вызвали сомнение у других учёных в точности датировки возраста культурной сои. Так, Хаймовиц (Hymowitz, 1970), ссылаясь на работы китайских исследователей, сделал вывод, что существующие документированные сведения о доместикации сои в Китае относятся к периоду не ранее XI века до нашей эры.
Следующей страной, где соя была введена в культуру и получила статус важного пищевого растения, стала Корея. На Японские острова первые образцы сои попали позже, в период 500 г. до н. э. — 400 г. н. э. С того времени в Японии стали формироваться местные ландрасы. Считается, что соя в Японию попала из Кореи, поскольку древние корейские государства длительное время колонизировали Японские острова. Этот тезис подтверждает идентичность форм сои Кореи и Японии.

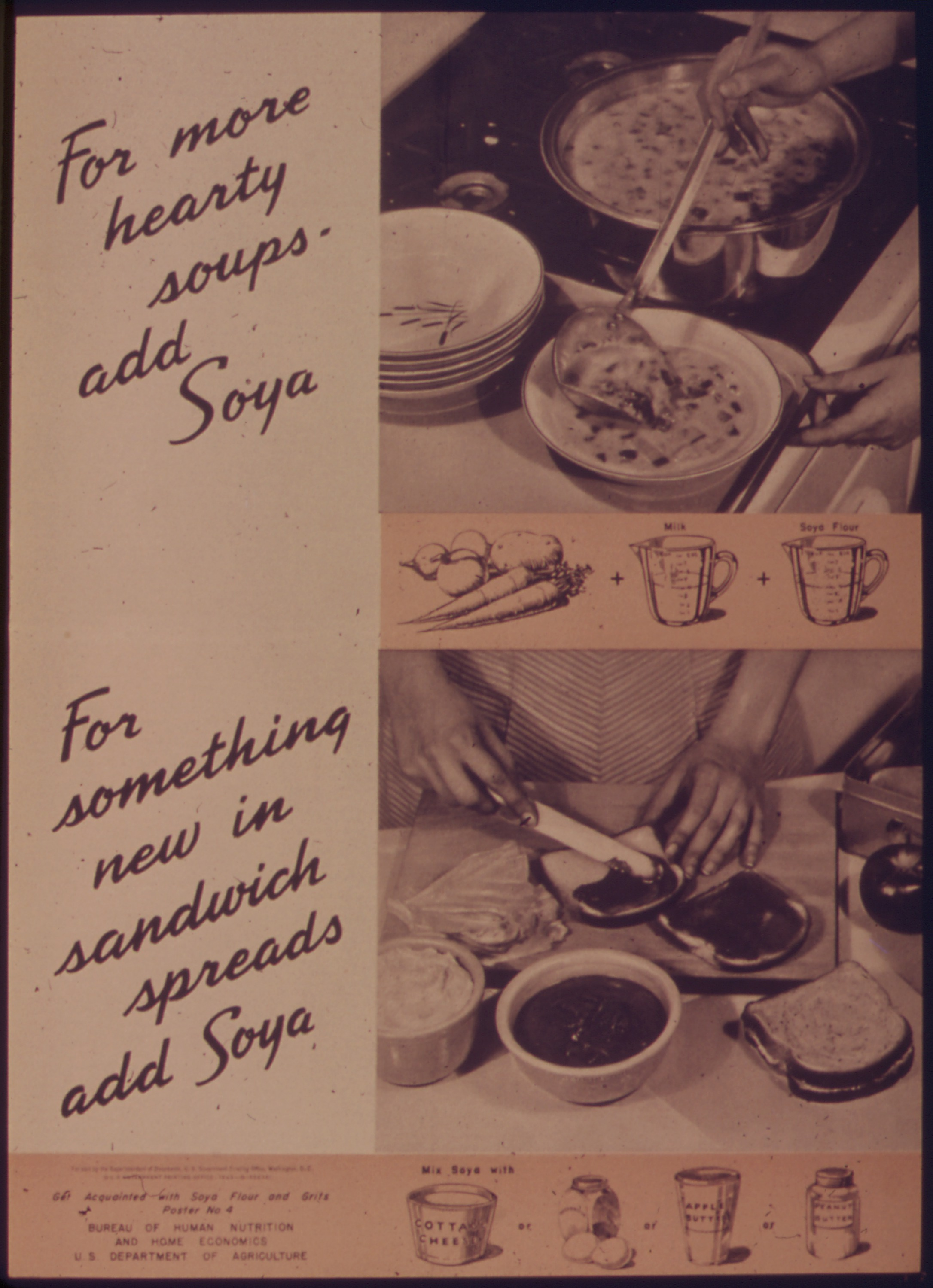
Американская реклама продуктов из сои времён Второй мировой войны

Европейским учёным соя известна после того, как германский натуралист Энгельберт Кемпфер посетил в 1691 году Восток и описал сою в своей книге «Amoentitatum Exoticarum Politico-Physico-Medicarum», изданной в 1712 г. В знаменитой книге Карла Линнея «Species Plantarum», изданной первым изданием в 1753 г., соя упоминается под двумя названиями — Phaseolus max Lin. и Dolychos soja Lin. Затем в 1794 году немецкий ботаник Конрад Мёнх повторно открыл сою и описал её под названием Soja hispida Moench. В Европу соя проникла через Францию в 1740 году, однако возделываться там стала лишь с 1885 года. В 1790 году соя впервые была ввезена в Англию.
Первые исследования сои в США были проведены в 1804 году в штате Пенсильвания и в 1829 году в штате Массачусетс. К 1890 году большинство опытных учреждений этой страны уже ставило опыты с соей. В 1898 году в США было завезено большое количество сортообразцов сои из Азии и Европы, после чего началась целенаправленная селекция и промышленное выращивание этой культуры. В 1907 году площади под соей в США уже составляли около 20 тыс. га. В начале 1930-х годов площади под соей в этой стране превысили 1 млн га.
По мнению дальневосточного учёного-селекционера В. А. Золотницкого (1962), первым в СССР начавшего научную селекцию сои, приоритет в исследованиях дикой и культурной сои принадлежит русским учёным и путешественникам. Первые упоминания о сое в России относятся к экспедиции В. Пояркова в Охотское море в 1643—1646 годах, который встретил посевы сои по среднему течению Амура у местного маньчжуро-тунгусского населения. Записки Пояркова вскоре были изданы в Голландии и стали известны в Европе почти на столетие раньше Кемпфера. Следующее российское архивное упоминание об этой культуре датируется уже 1741 годом. Однако практический интерес к этой культуре в России появился только после Всемирной выставки в Вене в 1873 году, где экспонировались более 20 сортов сои из Азии и Африки.
В 1873 году русский ботаник Карл Максимович почти в тех же местах встретил и описал сою под названием Glycine hispida Maxim., которое прочно укоренилось на целое столетие как в России, (затем и в СССР), так и в мире.
Первые опытные посевы в России были произведены в 1877 году на землях Таврической и Херсонской губерний. Первые селекционные работы в России были начаты в период 1912—1918 годах на Амурском опытном поле. Однако Гражданская война в России привела к потере опытной популяции. Начало восстановления амурской жёлтой популяции сои, но уже несколько иного фенотипа относится к 1923—1924 годам. В результате непрерывного отбора на выравненность был создан первый отечественный сорт сои под названием Амурская жёлтая популяция, который возделывался в производстве до 1934 года.
По мнению селекционеров той эпохи, началом массового внедрения и распространения сои в России следует считать 1924—1927 годы. Тогда же соя стала возделываться в Краснодарском и Ставропольском краях, а также в Ростовской области.
Русское слово «соя» было заимствовано из романских или германских языков (soy/soya/soja). Все европейские формы восходят к японскому слову «соевый соус» (яп. 醤油 сё:ю).

## Производство
Сою выращивают в более чем в 60 странах, в Азии, Южной Европе, Северной и Южной Америке, Центральной и Южной Африке, Австралии, на островах Тихого и Индийского океанов.
Её возделывают в умеренном, субтропическом и тропическом поясах, на широтах от экватора до 56—60°. В 2014 году посевные площади сои в мире составляли более 117 млн га. Среднемировая урожайность сои составляла на 2020 год 27,9 центнера с гектара.
Бразилия обеспечивает 60% мирового экспорта сои.  В сезоне 2024/25 она увеличивает посевную площадь под сою до 47 млн гектаров и готовится к рекордному урожаю в 169 млн. тонн, что  обвалит и без того низкие цены на сою на мировом рынке.  Аргентинские фермеры в 2024/25 МГ переориентируются с выращивания кукурузы на сою. Ожидается, что посевная площадь под сою увеличится на 2 млн га с 16,8 млн га в 2023/24 МГ. В 2024 году в США ожидается рекордный урожай сои 124,9 млн тонн. 
| Бразилия    | 18279 | 25683  | 32820  | 50195  | 68756  | 86760  | 121797 | 134935 | 120701 |
| США         | 57128 | 59174  | 75055  | 82820  | 90663  | 106888 | 114748 | 120707 | 116377 |
| Аргентина   | 6500  | 12133  | 20135  | 38300  | 52675  | 53398  | 48796  | 46218  | 43861  |
| Китай       | 10512 | 13511  | 15409  | 16900  | 15083  | 12154  | 19604  | 16400  | 20280  |
| Индия       | 1024  | 5096   | 5275   | 6000   | 12736  | 10528  | 11225  | 12610  | 12987  |
| Канада      | 1012  | 2293   | 2703   | 2999   | 4444   | 6049   | 6358   | 6272   | 6543   |
| Россия      | н/д   | 290    | 341    | 686    | 1222   | 2363   | 4307   | 4760   | 6003   |
| Парагвай    | 1172  | 2212   | 2980   | 3513   | 7460   | 9975   | 11024  | 10537  | 4532   |
| Боливия     | н/д   | 870    | 1197   | 1693   | 1693   | 2814   | 2829   | 3318   | 3457   |
| Украина     | н/д   | 22     | 64     | 612    | 1680   | 3881   | 2797   | 3493   | 3444   |
| ЮАР         | 40    | 58     | 154    | 273    | 566    | 948    | 1246   | 1897   | 1148   |
| World Total | н/д   | 126923 | 161308 | 214542 | 265088 | 306301 | 355370 | 371694 |        |

| Бразилия    | 11517 | 29073 | 82973  |
| США         | 27192 | 42350 | 64571  |
| Аргентина   | 4122  | 13616 | 6359   |
| Парагвай    | 1795  | 4658  | 6618   |
| Канада      | 770   | 2775  | 4433   |
| Уругвай     | 0     | 1968  | 2152   |
| Украина     | 7     | 195   | 1789   |
| Нидерланды  | 969   | 1262  | 1054   |
| World Total | 47377 | 97315 | 173353 |

| Китай                | 12761 | 57379 | 100327 |
| Аргентина            | 238   | 1     | 5317   |
| Нидерланды           | 5381  | 3553  | 4536   |
| Египет               | 242   | 1752  | 4061   |
| Таиланд              | 1320  | 1818  | 4044   |
| Мексика              | 3984  | 3772  | 3899   |
| Германия             | 3840  | 3383  | 3866   |
| Испания              | 2650  | 3127  | 3336   |
| Япония               | 4829  | 3455  | 3163   |
| Китайская Республика | 2301  | 2547  | 2595   |
| World Total          | 47377 | 97315 | 173353 |

### Производство в России
В 2024 рекордный урожай сои 7040 тыс. тонн  за счет расширения площадей (на 18,0% до 4 327,0 тыс. га), урожайность снизилась до 16,7 ц/га (с 19,2 ц/га в 2023). ТОП регионов по валовому сбору: Амурская область, Курская область, Белгородская область, Тамбовская область, Воронежская область, Алтайский край, Орловская область, Липецкая область, Рязанская область, Краснодарский край.
В 2021 году посевную площадь сои увеличили на 7,3 % до 3071,1 тыс. га, валовый сбор составил 4758,9 тыс. тонн при урожайности 15,9 ц/га. ТОП регионов по валовому сбору: Амурская область, Белгородская область, Курская область, Приморский край, Тамбовская область. По урожайности лидирует Астраханская область — 28,3 ц/га, Чеченская Республика — 25,8 ц/га, Брянская область — 24,4 ц/га, Кабардино-Балкарская республика — 22,4 ц/га, Краснодарский край — 19,9 ц/га.
По плану 2019 года, Министерство сельского хозяйства РФ предполагало увеличить производство сои до 7,2 млн тонн к 2024 году. В 2020 году 39 субъектов РФ получили господдержку для стимулирования производства сои и рапса в рамках федерального проекта «Экспорт продукции АПК». 
В 2023 году сбор сои увеличился до 6742 тысяч тонн (+12,3 %) при росте посевной площади до 3,662 млн га (+4,4%). Сбор сои в ближайшие годы планируется увеличить до 7-8 млн тонн.

## Генетика сои

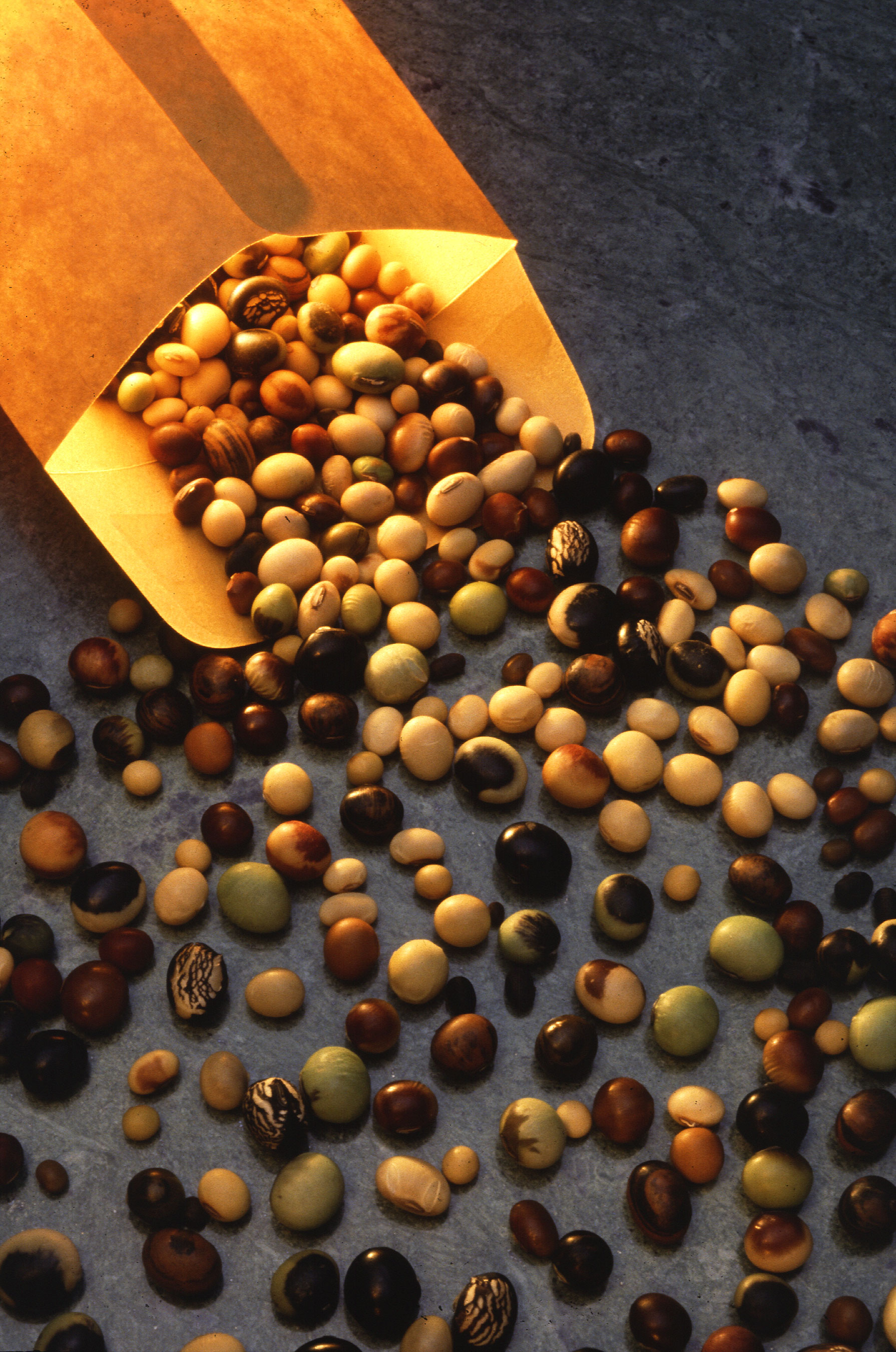
Разнообразие окраски семян сои

Геном сои состоит из 20 хромосом (2n = 40), митохондриальной ДНК и ДНК хлоропластов, размер генома составляет 1115 Мб. Геном сои (сорт Williams 82) был отсеквенирован в 2010 году. Секвенирование выявило, что соя является палеополиплоидом. В своей отдалённой эволюции геном сои дважды прошёл через полное удвоение (59 и 13 млн лет назад), после чего хромосомы претерпели множество перестроек, поэтому в настоящее время кариотип сои выглядит как диплоидный. В просеквенированном геноме было выявлено более 46 тысяч генов, кодирующих белки. Это на 70 % больше, чем у растительного модельного объекта — резуховидки Таля (Arabidopsis thaliana). Многие гены существуют в нескольких копиях из-за того, что в эволюции сои было две полногеномных дупликации.

### Генетические модификации
Соя является одной из сельскохозяйственных культур, которые в настоящее время подвергаются генетическим изменениям. ГМ-соя входит в состав всё большего числа продуктов.

Американская компания «Монсанто» — мировой лидер поставок ГМ-сои. В 1995 году Монсанто выпустила на рынок генетически изменённую сою с новым признаком «Раундап Рэди» (англ. Roundup Ready, или сокращённо RR). «Раундап» — это торговая марка гербицида под названием глифосат, который был изобретён и выпущен на рынок Монсанто в 1970-х годах. RR-растения содержат полную копию гена енолпирувилшикиматфосфат синтетазы (EPSP synthase) из почвенной бактерии Agrobacterium sp. strain CP4, перенесённую в геном сои при помощи генной пушки, что делает их устойчивыми к гербициду глифосату, применяемому на плантациях для борьбы с сорными растениями. В 2006 году RR-соя выращивалась на 92 % всех посевных площадей США, засеянных этой культурой. ГМ-соя разрешена к импорту и употреблению в пищу в большинстве стран мира, в то время как посев и выращивание ГМ-сои разрешены далеко не везде. В России решение о разрешении возделывания ГМ-сои, как и других ГМ-растений, отложено до 2017 года. 

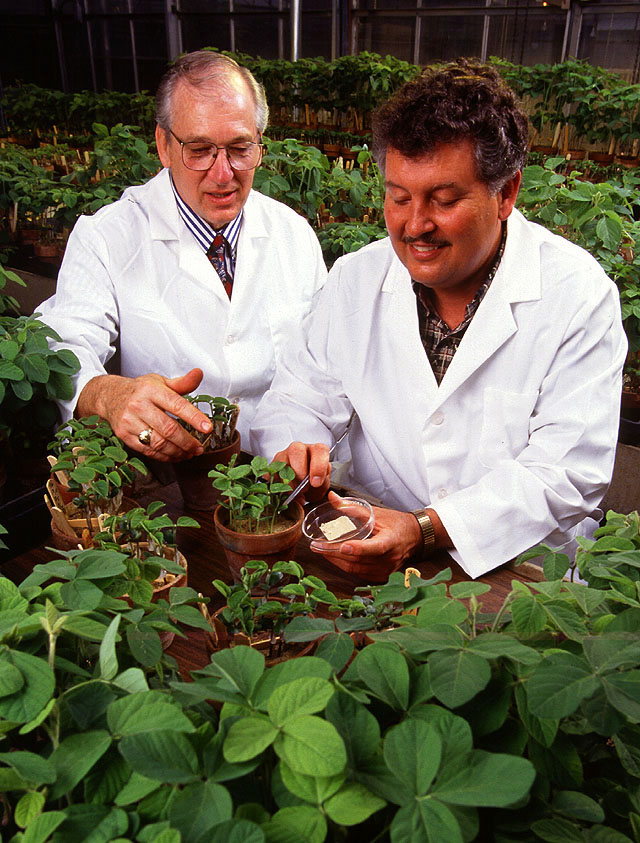
Американские учёные, которые занимаются селекцией сои

Однако широкое внедрение трансгенных сортов сои в США не оказало существенного влияния на среднюю продуктивность этой культуры. Урожайность сои в США, несмотря на неуклонное, начиная с 1996 года, возрастание доли генетически модифицированных сортов, растёт примерно с той же скоростью, что и до внедрения RR-сои. Более того, урожайность сои в европейских странах, использующих только сорта, созданные классической селекцией, практически не отличается от продуктивности сои в США. В ряде случаев отмечалось даже снижение продуктивности генетически модифицированных сортов сои по сравнению с обычными. Привлекательность RR-сои для фермеров состоит в первую очередь в том, что её легче и дешевле выращивать, так как можно намного эффективнее бороться с сорняками.
В XXI веке стали появляться исследования, свидетельствующие о возможности создания генотипов сои, аналогичных некоторым трансгенным сортам, но выведенных классическими методами. Примером таких технологий является соя Vistive с пониженным содержанием линоленовой кислоты (С18:3), выведенная Монсанто методами классической генетики для того, чтобы помочь пищевой индустрии в удалении из пищи вредных трансжиров. Трансжиры представляют собой побочный продукт, образующийся в процессе гидрогенизации растительных масел, проводимой для повышения его стабильности и изменения пластических свойств. В 1990-х годах появились указания на то, что употребление в пищу продуктов, содержащих трансжиры (таких как маргарин), увеличивает риск сердечно-сосудистых заболеваний. Соевое масло, получаемое из таких сортов, как Vistive, не нуждается в дополнительной обработке и во многих случаях способно заменить гидрогенизированные масла с высоким содержанием трансжиров.
Для того, чтобы отличить товарные партии сои, не подвергнутые генетической модификации, в мировой торговле может применяться IP-сертификация.
На территории некоторых стран, в том числе в Евросоюзе и России, информация об использовании ГМ-сои в составе продуктов обязательно должна присутствовать на этикетке товара (только при содержании компонентов ГМО в размере более 0,9 %).

## Биохимический состав семян сои

### Белки
Основным биохимическим компонентом семян сои является белок. Среди всех возделываемых в мире сельскохозяйственных культур соя является одной из самых высокобелковых. По данным разных источников, содержание белка в семенах этой культуры составляет в среднем 38—42 %, и может доходить до 50 %.
Белки сои неоднородны по структуре и функциям.
Соя богата незаменимыми аминокислотами, особенно лизином (2-2,7 %), которым бедны белки зерновых культур.
Большую часть соевого белка (около 70 %) составляют запасные белки 7S-глобулины (β-конглицинины) и 11S-глобулины (глицинины), которые вполне нормально усваиваются млекопитающими. Благодаря тому, что значительную часть белков сои составляют водорастворимые белки, получение растительного белка из сои наиболее эффективно.
Соевая мука является самым широко используемым источником белка при создании сбалансированных кормов, однако, в процессе получения нуждается в термической обработке для инактивации антипитательных компонентов.
Среди остатка есть вещества, которые принято считать антипитательными компонентами пищи, такие как ингибиторы протеолитических ферментов, лектины, уреаза, липоксигеназа и другие.

#### Антипитательные компоненты
Ингибиторы протеаз составляют 5—10 % от общего количества белка в семенах сои. Их активность колеблется от 7 до 38 мг/г. Отличительной особенностью этих веществ является то, что, взаимодействуя с ферментами, предназначенными для расщепления белков, они образуют устойчивые комплексы, лишённые как ингибиторной, так и ферментативной активности. Результатом такой блокады является снижение усвоения белковых веществ рациона. Попадая в желудок, часть ингибиторов (30—40 %) теряет свою активность, а наиболее устойчивые достигают двенадцатиперстной кишки в активной форме и ингибируют ферменты, вырабатываемые поджелудочной железой. В результате этого поджелудочная железа вынуждена продуцировать их более интенсивно, что в конечном итоге может вызвать её гипертрофию.
По химическому строению, свойствам и субстратной специфичности ингибиторы протеаз сои, в основном, относятся к двум семействам:
- Ингибиторы Кунитца[англ.] — водорастворимые белки с молекулярной массой 20 000—25 000 Да, связывающие одну молекулу трипсина, со сравнительно небольшим числом дисульфидных мостиков, с изоэлектрической точкой 4,5;
- ингибиторы Баумана — Бирк — спирторастворимые белки с молекулярной массой 6000—10 000 Да и небольшим числом дисульфидных мостиков, способных ингибировать как трипсин, так и химотрипсин, с изоэлектрической точкой 4,0—4,2.

Лектины (фитогемагглютенины) представляют собой гликопротеины. Они нарушают функцию всасывания слизистой кишечника, повышают её проницаемость для бактериальных токсинов и продуктов гниения, агглютинируют эритроциты всех групп крови, вызывают задержку роста. В составе белка их от 2 до 10 %, а активность колеблется от 18 до 74 ГАЕ/мг муки. Лектины хорошо извлекаются водой и спиртом. Некоторые исследователи отмечают, что для инактивации лектинов достаточны более мягкие условия, чем для ингибиторов трипсина, а именно — обработка пропионовой кислотой или же термическое воздействие при 80—100 °C в течение 15—25 минут.
Уреаза — фермент, который осуществляет гидролитическое расщепление мочевины с образованием аммиака и углекислого газа. Уровень её активности важен только для молочного животноводства при использовании сои в кормах, содержащих мочевину, так как при взаимодействии уреазы с мочевиной кормов образуется аммиак, отравляющий организм животного. В исходных семенах сои доля уреазы может достигать 6 % от количества всех белков.
Липоксигеназа — фермент, окисляющий липиды, содержащие цис-цис-диеновые единицы. Образующиеся при этом гидроперекисные радикалы окисляют каротиноиды и другие кислородмобильные компоненты, снижая тем самым пищевые достоинства сои. Кроме того, под действием липоксигеназы при длительном хранении семян в них образуются альдегиды и кетоны (гексаналь, этилвинилкетон), которые придают сое специфический неприятный запах и вкус.

### Жиры
Соя является не только источником белка, но и масла, содержание которого в семенах колеблется от 16 до 27 %. В состав сырого масла входят триглицериды и липоидные вещества.
Отличительной особенностью сои является самое высокое содержание фосфолипидов по сравнению с другими культурами. В соевом масле их содержание колеблется в пределах 1,5—2,5 %. Фосфолипиды способствуют регенерации мембран, увеличивают детоксикационную способность печени, обладают антиоксидантной активностью, снижают у диабетиков потребность в инсулине, предотвращают дегенеративные изменения в нервных клетках, мышцах, укрепляют капилляры.
Триглицериды, состоящие из глицерина и жирных кислот, составляют основную часть соевого масла (95-97 % от общего количества). В триглицеридах соевого масла содержание насыщенных жиров составляет 13—14 %, что значительно ниже, чем в животных жирах (41—66 %). В нём преобладают ненасыщенные жирные кислоты (86-87 % от общего количества).
Полиненасыщенные жирные кислоты (ПНЖК) характеризуются наибольшей биологической активностью. Незаменимой является линолевая кислота (С18:2), которая не синтезируется организмом человека и должна поступать только с пищей. Биологическая роль ПНЖК велика. Они являются предшественниками в биосинтезе гормоноподобных веществ — простагландинов, одной из многочисленных функций которых является препятствование отложению холестерина в стенках кровеносных сосудов, приводящего к образованию атеросклеротических бляшек.
Токоферолы — биологически активные вещества соевого масла. Содержание и функции отдельных фракций различны. α-токоферолы характеризуются наибольшей Е-витаминной активностью. Их содержание в масле составляет 100 мг/кг. β-, γ- и δ-токоферолы обладают антиокислительными свойствами, которые особенно сильно выражены во фракциях γ- и δ-токоферолов. Наличие самого большого количества токоферолов в соевом масле (830—1200 мг/кг) по сравнению с другими маслами (кукурузным — 910 мг/кг; подсолнечным — 490—680 мг/кг; оливковым — 172 мг/кг) обусловливает его способность в наибольшей степени повышать защитные свойства организма, замедлять старение, повышать потенцию.
Характерной особенностью сои является невысокое содержание углеводов. Углеводы в сое представлены растворимыми сахарами — глюкозой, фруктозой (моно-), сахарозой (ди-), рафинозой (три-), стахиозой (тетра-) сахарами, а также гидролизуемыми полисахаридами (крахмалом и др.) и нерастворимыми структурными полисахаридами (гемицеллюлозой, пектиновыми веществами, слизями и другими соединениями, образующими клеточные стенки). Во фракции растворимых углеводов моносахариды составляют лишь 1 %, а 99 % представлены сахарозой, рафинозой, стахиозой. В расчете на сухое вещество семени в сое содержится 1-1,6 % трисахарида рафинозы, которая состоит из молекул глюкозы, фруктозы и галактозы, а также 3-6 % тетрасахарида стахиозы, образованной молекулами глюкозы, фруктозы и двумя молекулами галактозы.
Семена сои — один из редких продуктов, содержащих изофлавоны. Они сконцентрированы в гипокотиле сои и отсутствуют в масле. К соевым изофлавонам относятся генистин (1664 мг/кг) генистеин, даидзин (581 мг/кг), даидзеин, глицитеин (338 мг/кг), куместрол (0,4 мг/кг), являющиеся термостабильными гликозидами, и которые не разрушаются при кулинарной обработке. Это биологически активные компоненты сои, которые обладают различной эстрогенной активностью. Сапонины также являются гликозидами. В соевой муке они составляют от 0,5 до 2,2 %. Сапонины придают сое горьковатый вкус и оказывают гемолитическое воздействие на красные кровяные тельца.

### Углеводы
Углеводы в сое составляют 22-35 %, в их состав входят сахароза, декстрины, гемицеллюлозы, небольшое количество моносахаридов и клетчатка. Соя содержит мало крахмала (1-1.5 %).

### Микро- и макроэлементы
Минеральные вещества составляют 4-6 %. В состав зольных элементов семян сои входят следующие макроэлементы (в мг на 100 г семян): калий — 1607, фосфор — 603, кальций — 348, магний — 226, сера — 214, кремний — 177, хлор — 64, натрий — 44, а также микроэлементы (в мкг на 100 г): железо — 9670, марганец — 2800, бор — 750, алюминий — 700, медь — 500, никель — 304, молибден — 99, кобальт — 31,2, йод — 8,2.

### Витамины
В соевом зерне содержится целый ряд витаминов (в мг на 100 г): β-каротина — 0,15-0,20, витамина Е — 17,3, пиридоксина (В6) — 0,7-1,3, ниацина (РР) — 2,1-3,5, пантотеновой кислоты (В3) — 1,3-2,23, рибофлавина (В2) — 0,22-0,38, тиамина (В1) — 0,94-1,8, холина — 270, а также (в мкг на 100 г зерна): биотина — 6,0-9,0, фолиевой кислоты — 180—200.11

## Влияние сои на мужское здоровье
Существовали некоторые опасения, что соя может иметь «феминизирующий» эффект или снижать уровень тестостерона у мужчин, влияя на эрекцию и качество спермы. Сою называют[кто?] главным продуктом, снижающим тестостерон у мужчин. Это связано с тем, что активные ингредиенты сои — изофлавоны — являются производными от фитоэстрогенов — соединениями растительного происхождения, которые, возможно, ведут себя так же, как эстрогены. Эстрогены — это гормоны, которые активно участвуют в репродуктивной системе женщины. Мужские тела тоже производят эстрогены, но в гораздо меньших количествах.
Ученые много лет изучали влияние сои на уровень тестостерона. В 2010 году журнал Fertility and Sterility на сайте Национальной медицинской библиотеки США опубликовал анализ более 30 связанных исследований с участием более 900 мужчин. Исследователи пришли к выводу, что «ни соевые продукты, ни добавки изофлавонов не изменяют показателей биодоступной концентрации тестостерона у мужчин».
Основываясь на результатах этого исследования, в 2021 году журнал Reproductive Toxicology опубликовал ещё один анализ. Для этого исследования исследователи изучили 41 исследование, опубликованное с 2010 по апрель 2020 года. В этих исследованиях приняли участие более 1700 мужчин. Авторы не обнаружили никакой связи между потреблением сои и уровнем тестостерона.

## Использование
Соя — самая распространенная среди зернобобовых и масличных культур. Она широко используется как пищевая, кормовая и техническая культура. Из неё изготовляют масло, заменители молока и молочнокислых продуктов, муку. Соевое масло составляет около 30 % от производимых в мире растительных масел. Соевая мука используется как белковая добавка.
Популярность пищевой сои обусловлена следующими характеристиками:
- высокая урожайность;
- очень высокое (30-52 %) содержание белка  (уступает только люпину);
- наличие в составе витаминов группы В, железа, кальция, калия, незаменимых аминокислот и незаменимых полиненасыщенных жирных кислот (линолевая и линоленовая);
- возможность профилактики остеопороза и сердечно-сосудистых заболеваний;

В связи с этим соя часто используется как недорогой и полезный заменитель мяса и молочных продуктов, причём не только людьми с небольшим достатком, но и людьми, по различным причинам отказавшимися от мяса, например, вегетарианцами. Также соя входит в состав кормов молодняка сельскохозяйственных животных. Соевый шрот широко задействован в мясо-молочной промышленности и входит в состав многих изделий из мяса
Соя — безотходная культура, все части растения перерабатываются в более чем четыреста видов различной продукции.

### Соевые продукты

Соя в кухне Восточной Азии
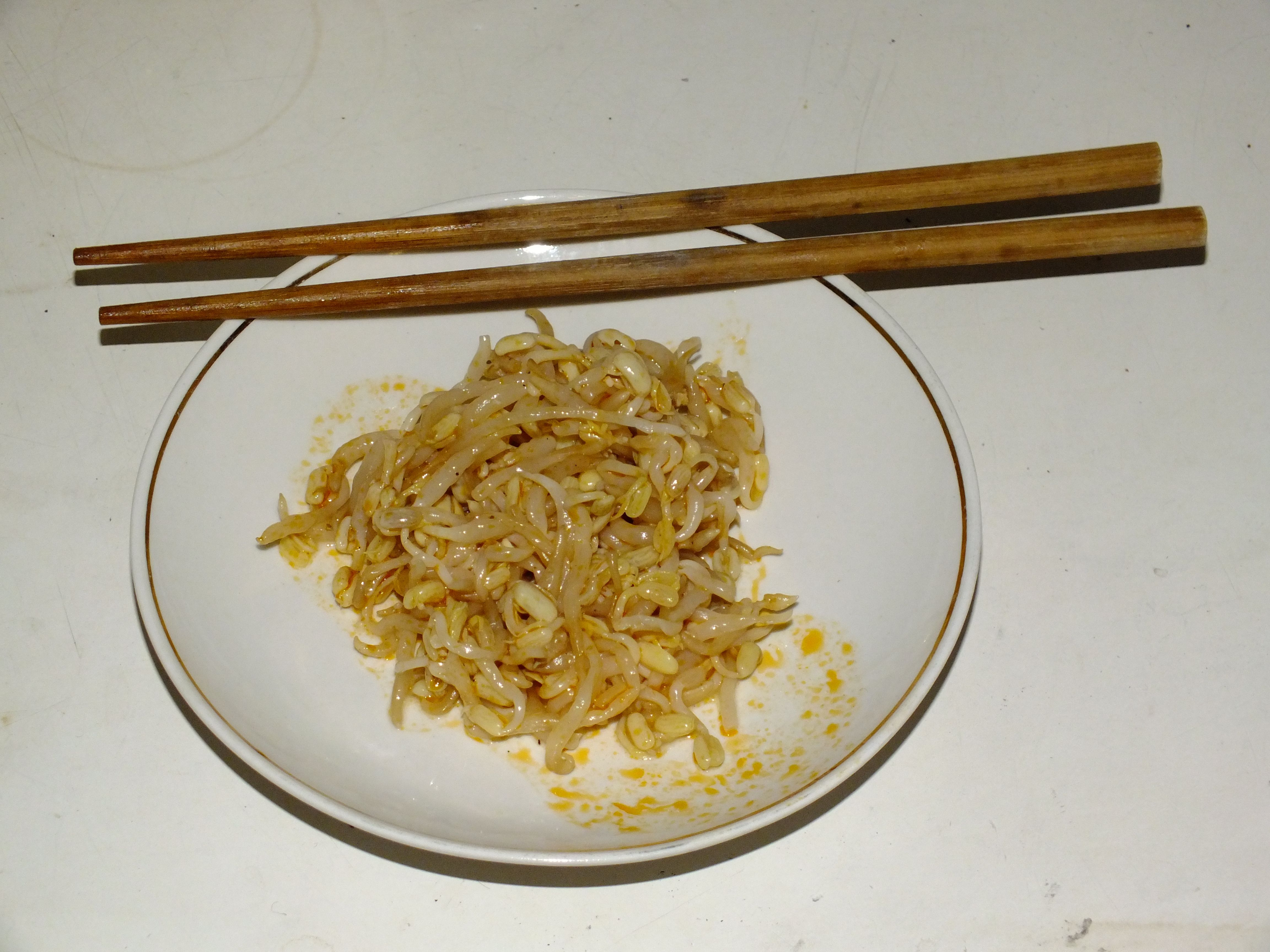
Салат из пророщенной сои
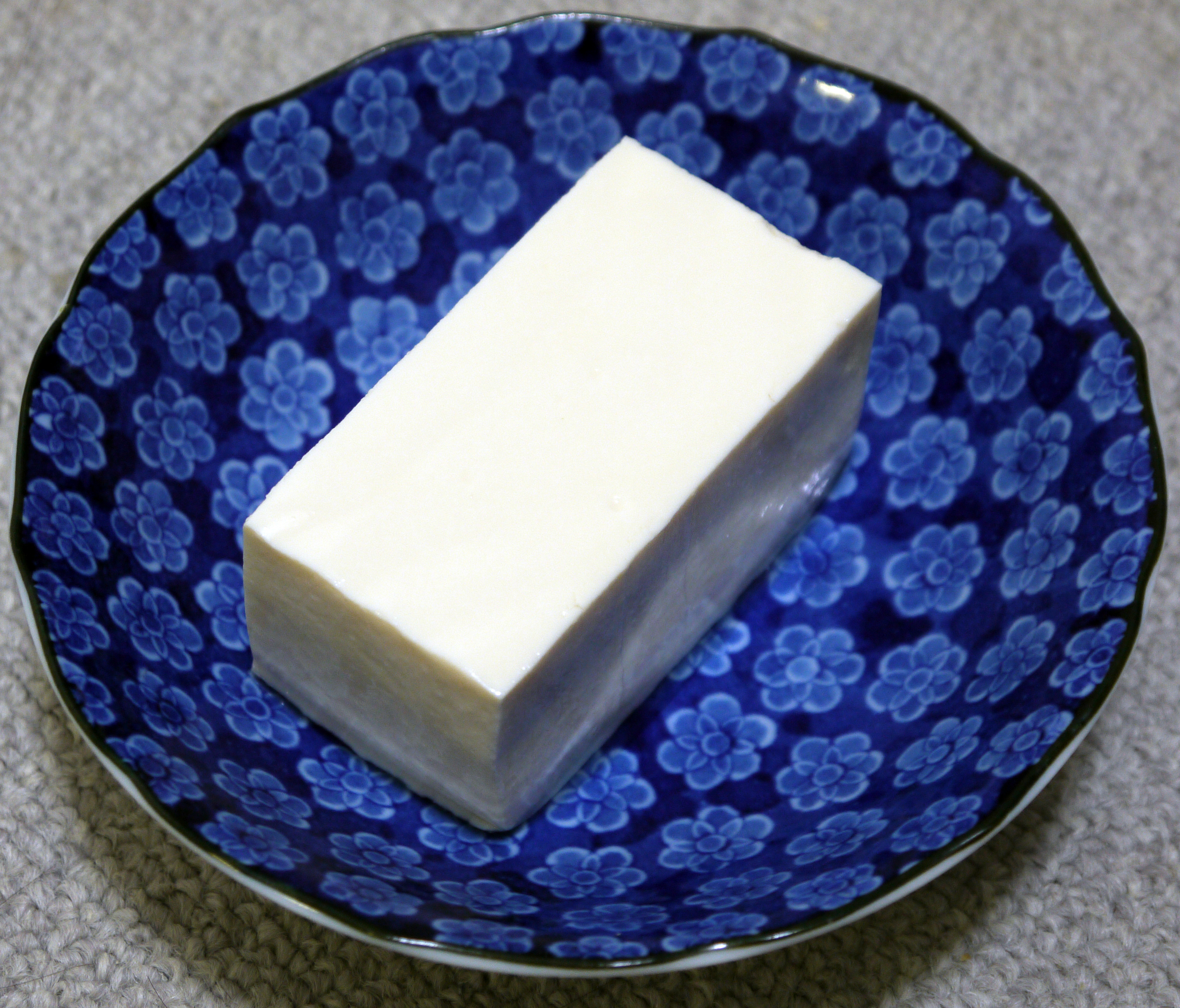
Тофу по-японски
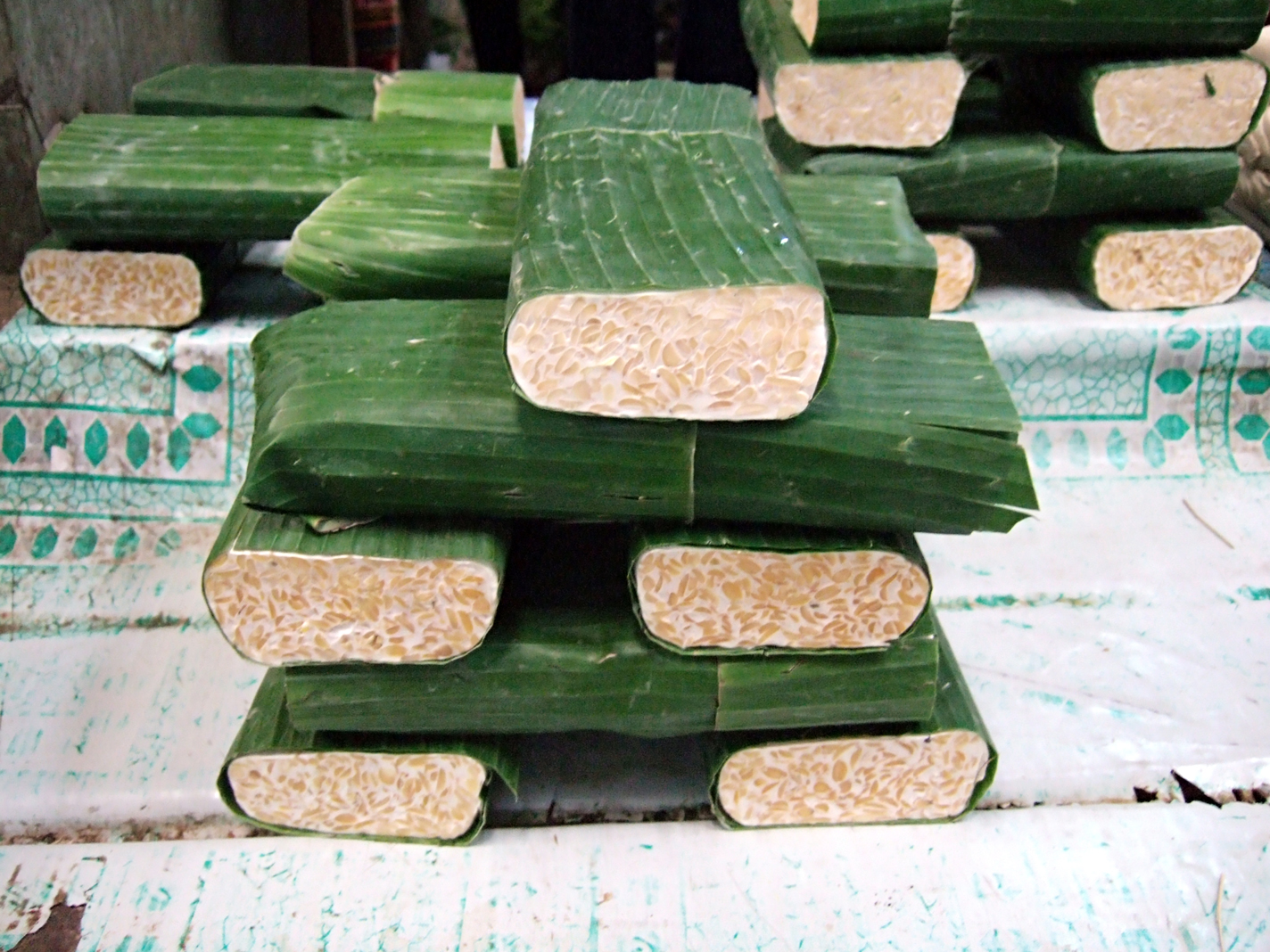
Блоки темпе на рынке (завёрнуты в листья)
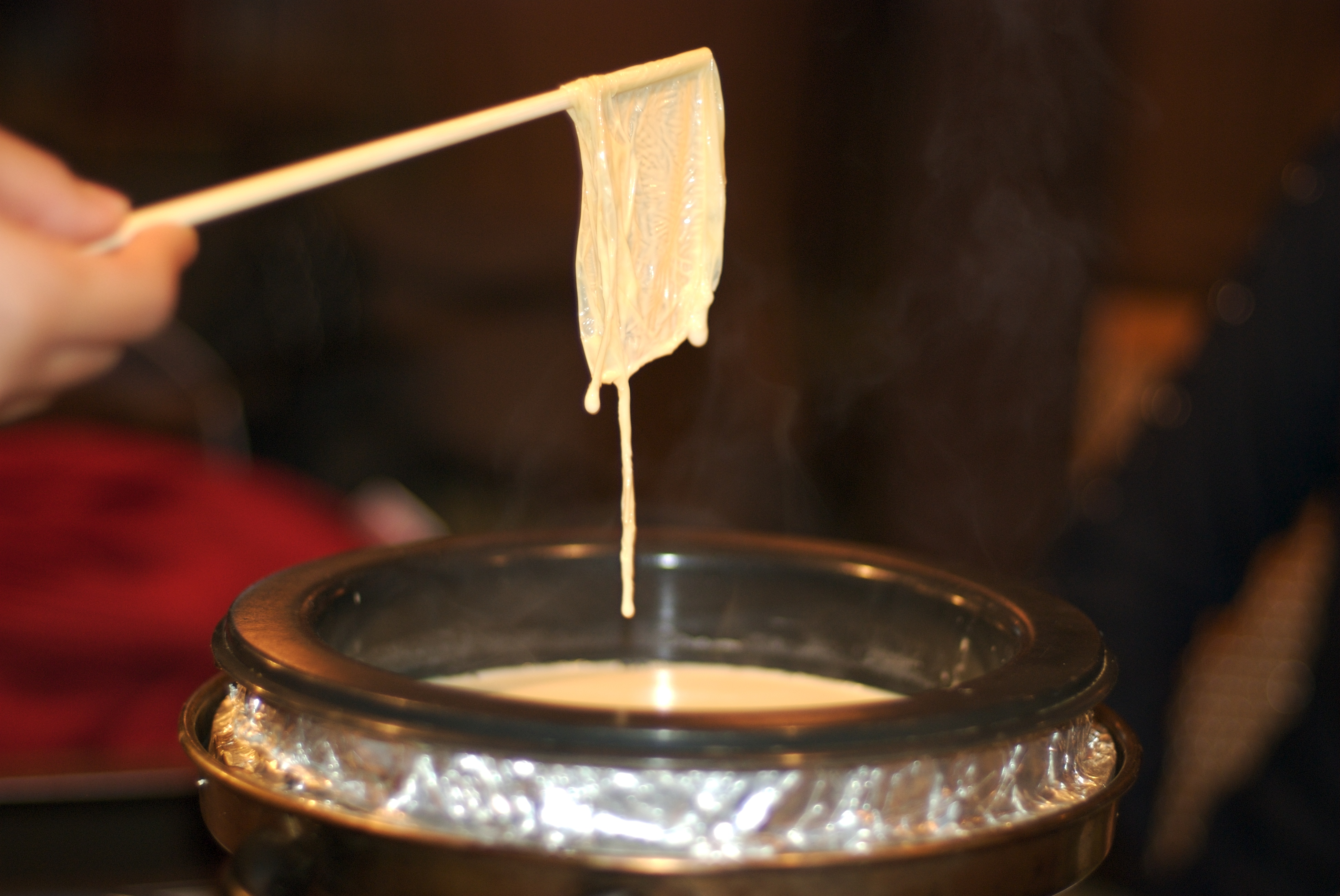
Юба, только что снятая с соевого молока

Соя — один из богатейших белком растительных продуктов. Это свойство позволяет использовать сою для приготовления и обогащения разных блюд, а также в качестве основы растительных заменителей продуктов животного происхождения. Из неё производятся многочисленные т. н. соевые продукты. Соя и соевые продукты широко используются в восточноазиатских (особенно в японской и китайской), и вегетарианской кухне:
- натто — продукт из ферментированных, предварительно отваренных целых семян сои;
- соевая мука — мука из семян сои;
- соевое масло — растительное масло из семян сои;
- соевое молоко — напиток на основе семян сои, белого цвета;
- соевое мясо — текстурированный продукт из обезжиренной соевой муки, напоминающий по виду и структуре мясо;
- соевая паста:
  - кочхуджан — корейская соевая паста, заправленная большим количеством перца;
  - мисо — ферментированная паста на основе семян сои. Используется, в частности, для приготовления супа мисосиру;
  - твенджан — корейская соевая паста с резким запахом. Используется при приготовлении блюд;
- соевый соус — жидкий соус на основе ферментированной сои;
- темпе — ферментированный продукт из семян сои с добавлением грибковой культуры. Имеет лёгкий аммиачный запах, обычно прессуется в брикеты;
- тофу — продукт из соевого молока, производство которого схоже с производством сыра из коровьего молока. В зависимости от разновидности может иметь различную консистенцию, от мягкой и сравнимой с желе до консистенции твёрдого сыра. Прессуется в блоки. При замораживании приобретает жёлтоватый цвет, после размораживания становится белым и имеет очень пористую структуру;
- эдамамэ — варёные зелёными бобы с семенами, закуска;
- юба — подсушенная пенка с поверхности соевого молока. Используется как в сыром виде (иногда замороженная), так и в сухом.

Соя используется также для производства растительных или вегетарианских аналогов продуктов животного происхождения. На основе соевых продуктов готовятся вегетарианские сосиски, бургеры, котлеты, сыры, и т. п.
Соевый жмых — продукт, полученный в результате прессования соевых бобов — используется в кормлении сельскохозяйственных животных. Жмых входит в состав почти всех комбикормов и частично используется как самостоятельный корм.
В России нередко под названием «соевые проростки» продаются проростки бобов мунг (маш, фасоль золотистая — Vigna radiata, Phaseolus aureus), а не сои. Отличить настоящий продукт можно по наличию на оригинальной упаковке с проростками китайских иероглифов, означающих натуральную сою — 大豆 (Да доу — большой боб) или 黃豆 (Хуан доу — жёлтый боб).

### Корм для животных
Для кормовых целей соя применяется в виде  жмыха,  шрота и  соевой муки. 
Шрот содержит 40 % белка, 1,4 % жира, примерно 30 % безазотистых экстрактивных веществ. 
100 кг  сена из сои включают 51 кормовую единицу, 15,4 % белка, 5,2 % жира, 38,6 % углеводов, 7,2 % минеральных веществ, 22,3 % клетчатки.

### Биодизель
В связи с наличием большого количества жиров в сое данное растение также применяется как один из источников жидкого топлива — биодизеля.